# محمد الدروبي
محمد الدروبي، روائي سوري من مواليد محافظة حمص. يحمل درجة الدكتوراة في علوم الإعلام والصحافة من جامعة بلغراد. يعيش في سويسرا حصل الجنسية السويسرية بجانب جنسيته السورية. له كتب عديدة أهمها كتاب في الفلسفة بعنوان «وعي السلوك»، وله كتاب آخر مهم في علوم الصحافة بعنوان «الصحافة والصحفي المعاصر». من رواياته التي كان لها صداً كبيراً «عشاق الدير»، «محنة البيت القديم» وقد تم منعها في الأردن، «الرقص في هياكل الشرق» وقد تم منعها في الأردن أيضاً، «السيد يلعب غميضة»، «حكواتي ليس إلا». له العديد من روائع القصص القصيرة (وبخاصة أرواح الصور)ومجموعة كبيرة من الدراسات الهامة ومقالات كثيرة. كذلك صدرت له رواية باللغة الفرنسية بعنوان (L'étoile du prophète) أي «نجمة النبي» وحصلت على صدى كبير في المسرح الأدبي الفرنسي

## اقتباسات للدروبي
- «لا تعلمني أفكاراً، علمني التفكير»

## وصلات خارجية
- محمد الدروبي على موقع أبجد
- صفحة اقتباسات محمد الدروبي على موقع أبجد